# Molières-sur-Cèze
Molières-sur-Cèze – miejscowość i gmina we Francji, w regionie Oksytania, w departamencie Gard.
Według danych na rok 1990 gminę zamieszkiwało 2151 osób, a gęstość zaludnienia wynosiła 247 osób/km² (wśród 1545 gmin Langwedocji-Roussillon Molières-sur-Cèze plasuje się na 179. miejscu pod względem liczby ludności, natomiast pod względem powierzchni na miejscu 818.).

## Współpraca
Miejscowość partnerska:
- Gandawa, Belgia